# Het huishouden van kat en muis
Kat en muis samen thuis of Het huishouden van kat en muis is een sprookje dat werd verzameld door de gebroeders Grimm voor Kinder- und Hausmärchen onder nummer KHM2.

## Het verhaal
Een kat vraagt een muis om samen te wonen. Ze kopen een potje vet en bergen dit op onder het altaar in de kerk voor de barre winter. De kat liegt tegen de muis dat zijn nicht een zoontje heeft gekregen, de kat moet als peettante naar de doopplechtigheid. De muis heeft ook zin in zoete rode kandeel, maar moet thuisblijven. De kat likt in de kerk het vel van het vet en bij thuiskomst vraagt de muis hoe het kind genoemd is. Vel-eraf is het antwoord. Later zegt de kat opnieuw peettante te zijn geworden, het kind heeft een witte ring.
De kat eet in de kerk de halve pot vet op en zegt bij thuiskomst dat het kind Halfleeg heet. Als de kat weer honger heeft, vertelt hij dat het nieuwgeboren kind helemaal zwart is, behalve witte pootjes. Dit is erg bijzonder en gebeurt maar eens in de zoveel jaar. De muis verwondert zich over de gekke namen. De kat zegt dat de muis spoken ziet, doordat de muis zo lang alleen thuis is in de grijze duffelse jas en met lange vlecht.
De kat eet de hele pot leeg en komt pas 's nachts weer thuis, hij vertelt dat het kind Schoon-op is genoemd. Later krijgt de muis honger en ze gaan samen naar de kerk. De muis snapt wat er aan de hand is geweest toen de kat de kinderen te doop hield, maar wordt dan zelf opgegeten.
Zie je, zo gaat het nou in de wereld.

## Achtergronden
- Dit sprookje komt uit Hessen.
- De achtergrond van het sprookje is Scandinavisch, maar het kwam ook in Nederland voor.
- Veel seksuele elementen werden symbolisch verhuld in het sprookje, dit is te zien als men de verhalen uit de verschillende drukken van Kinder- und Hausmärchen naast elkaar legt (maar dit komt ook bij veel andere sprookjes voor).
- Er zijn ook varianten met een hennetje en een haan, een haan en een vos of een beer en een vos.
- In een andere vinden een haan en een hen een edelsteen in de mist en kopen hiervoor het potje vet. Het hennetje eet dit leeg en het haantje slaat haar dood, en begraaft haar zoals gebeurt in De dood van het hennetje (KHM80).
- De namen van de kinderen Vel-eraf, Halfleeg en Schoon-op lijken te verwijzen naar de schijngestalten (bijvoorbeeld Schoon-op 'voor wassende maan, Halfleeg voor Eerste kwartier) en staan voor de seizoenen van het leven. Vergelijk ook De maan (KHM175).
- De namen van de kinderen zijn in Hinterpommern vom Hähnchen und Hühnchen, Schlichtaf, Halsut, Stülpum en in Bij de vos en de haan (die een pot honing vinden) heten ze Randaus, Halbaus, Ganzaus.
- De kat liegt tegen de muis, de muis blijft echter toch thuis. De muis wil echter wel rode kandeel, een drankje dat gedronken werd tijdens het kraambed (vergelijk: beschuit met muisjes).
- Het sprookje Von der Nachtigall und der Blindschleiche is vergelijkbaar, maar kwam na de eerste druk van Kinder- und Hausmärchen te vervallen. Het gaat over een nachtegaal en een hazelworm, ze beschreven de laatste als een blinde giftige slang in hun Deutsches Wörterbuch. Blind zijn, of iets niet goed kunnen zien, komt als onderwerp vaak voor in sprookjes.
- In het Nederlandse De vos en de wolf stelen de dieren zes vaten boter, ze eten er twee leeg en verstoppen de rest. De vos snoept de vaten stiekem leeg, maar moet hier wel de laarzen van de vos voor lenen. Hij vertelt dat hij naar een doop moet. De eerste naam is Aan-begin, de tweede Midden in de ton, de derde Onder in de ton en de vierde Schrap op de bodem. De vos vult de tonnen met stenen als de wolf met hem mee gaat. Op de terugweg zien ze een paard in de sloot. De vos slaat het dier met een twijg en de wolf bindt zijn staart rond zijn middel. De wolf wordt door het paard meegesleurd en kan de hemel niet van aarde onderscheiden. Thuis gaat de wolf met zijn rug tegen het vuur zitten, omdat hij doornat is geworden, en valt in slaap. De vos strijkt wat boter onder de staart (waar het door de warmte smelt) en maakt de wolf wakker met de opmerking dat het wel te zien is wie de vaten heeft leeggegeten.[1]
- In sprookjes zijn vaak veel tegenstellingen aanwezig, zwart en wit, nacht en dag, thuisblijven en weggaan.